# 南阳路 (郑州)
南阳路是河南省郑州市一条呈西北—东南走向的主干道。北接江山路，南接铭功路，全长6.3公里，宽30余米。南阳路得名于路北端附近的南阳寨村，但实际上很多郑州本地人以及外地人都以为该路得名于河南省省辖市南阳市。

## 历史
明代后期，老鸦陈东边琉璃寺的所有人派雇工杨姓、曹姓和焦姓三户人家携眷到今南阳路一带看护土地，至清朝乾隆年间，因杨姓人居多，这里形成的村庄被称为杨庄。另外，老鸦陈北也有一个杨庄村，村里的杨姓人家会烧制瓦盆而得名“盆杨”，为了区别两个杨庄村，北边的被称为北杨庄。南边的称为南杨庄。太平天国之乱，导致各地筑寨护村，南杨庄建的寨，占地140余亩，远近闻名，南杨庄就逐渐演变为南杨寨，1905年，芦汉铁路贯通，南杨寨东北建起了南阳寨火车站，自此南杨寨逐渐变成了南阳寨。
中华人民共和国成立后，随着河南省省会迁至郑州，郑州西部工业区迅速发展。1951年，从大石桥沿京广铁路东侧向北修建一条土马路，因路北部有个较大的南阳寨村，1955年经国家建委批准，将这条马路正式命名为南阳路。1956年南阳路铺设成柏油路面，之后，郑纺机、葡萄酒厂、蛋品加工厂、拖拉机厂等工厂相继在南阳路东西两侧建成。1977年后，又进行了多次拓宽和绿化。